# Vélodrome d'Helsinki
Le vélodrome d'Helsinki (en finnois : Helsingin Velodromi) est un vélodrome extérieur et un stade de football américain à Helsinki, en Finlande.
Le bâtiment en béton fonctionnaliste a été conçu par Hilding Ekelund.

## Histoire
Le vélodrome a été construit en 1938–1940 pour les Jeux olympiques d'été de 1940 qui ont été annulés en raison de la Seconde Guerre mondiale.
Après la guerre, c'était le lieu des Jeux olympiques d'été de 1952 pour les épreuves de cyclisme sur piste et de hockey sur gazon.

### Cyclisme
La piste cyclable mesure 400 mètres de long et est utilisée pour la plupart des événements nationaux. L'inclinaison dans les virages est de 37,5˚ et 16˚ sur les lignes droites. La longueur de la piste et le manque de mesures de sécurité intégrées rendent la piste inadaptée aux compétitions cyclistes internationales.
Le vélodrome d'Helsinki sert également de point de départ et d'arrivée pour le Tour de Helsinki annuel.

### Football américain
Le vélodrome d'Helsinki est le terrain de la plupart des équipes de football américain à Helsinki.
dont les équipes du championnat de Finlande de football américain, les Helsinki Roosters et les Helsinki 69ers.
Le terrain accueille également les joueurs de crosse et de hockey sur gazon
En 2010, un terrain d'entraînement destiné principalement au football américain a été ouvert à proximité du vélodrome d'Helsinki, faisant de la zone le centre officieux de football américain d'Helsinki.

## Accès
Le vélodrome est desservi par la ligne 1 du tramway.

## Galerie

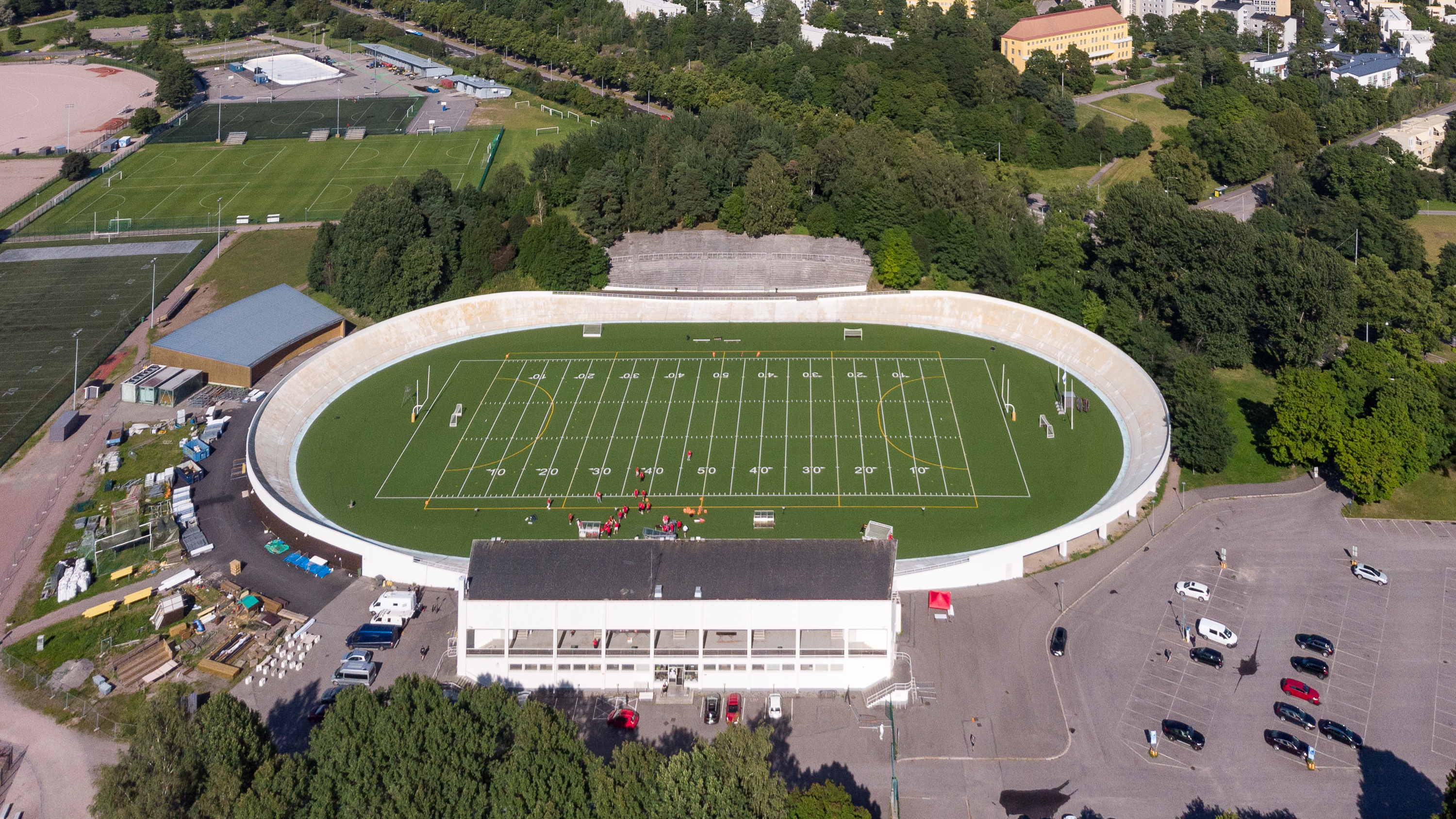
Vue d'ensemble
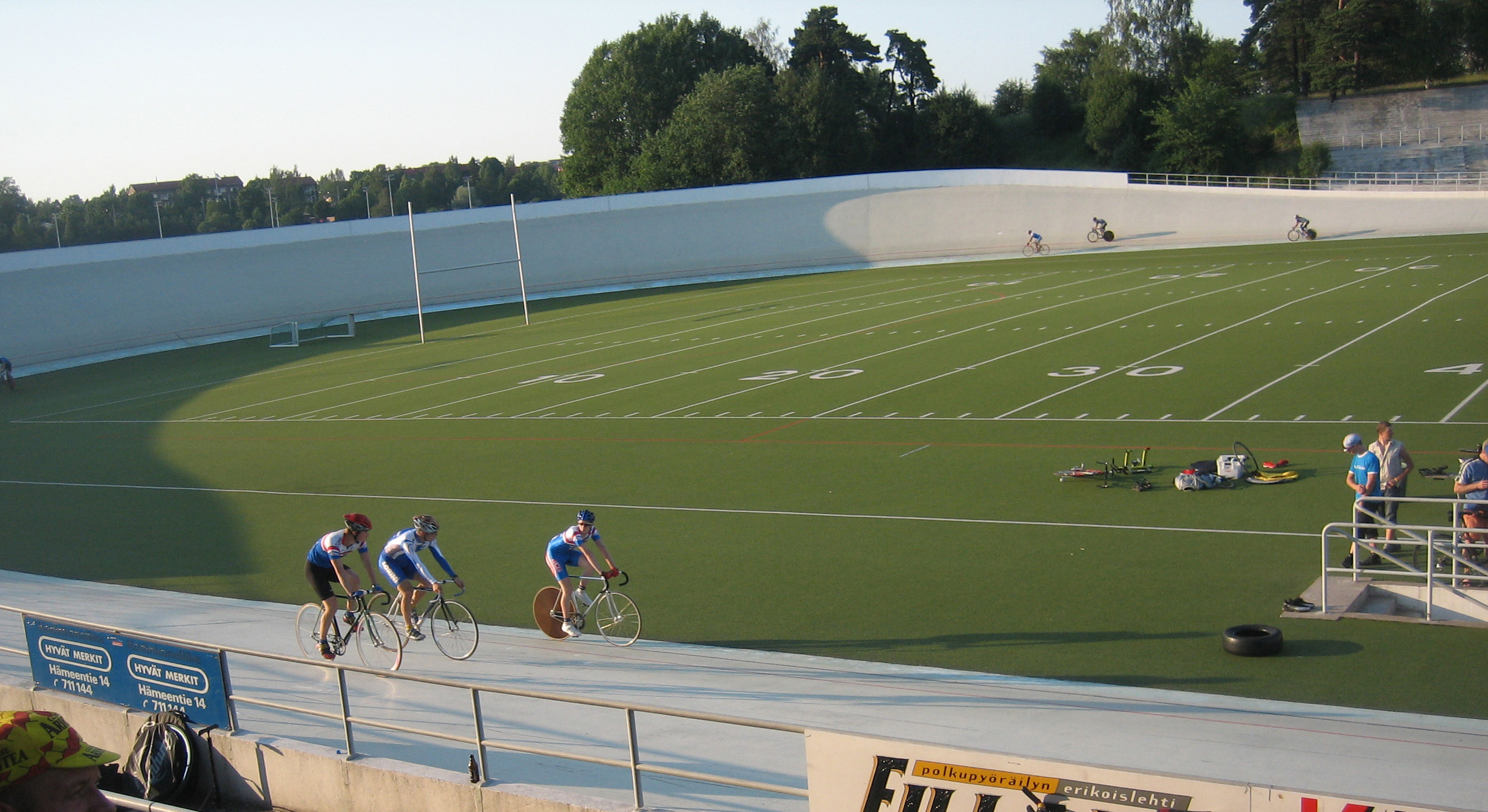
La piste et le terrain